# Kyohei Noborizato
Kyohei Noborizato (登里 享平, Noborizato Kyohei) est un footballeur japonais né le 13 novembre 1990. Il évolue au poste de milieu de terrain.

## Palmarès
- Champion du Japon en 2017, 2018 et 2020 avec Kawasaki Frontale
- Vainqueur de la Coupe de la Ligue japonaise en 2019 avec Kawasaki Frontale
- Vainqueur de la Supercoupe du Japon en 2019 avec Kawasaki Frontale
- Vainqueur de la Coupe du Japon en 2020 avec Kawasaki Frontale